# Howard C. Hickman
Howard Charles Hickman (Columbia, 9 febbraio 1880 – San Anselmo, 31 dicembre 1949) è stato un attore e regista statunitense.
Era sposato con la nota attrice Bessie Barriscale.

## Filmografia

### Attore parziale
- The Dead Pay, regia di Francis Ford (1912)
- Captain Kidd, regia di Otis Turner (1913)
- The Doctor's Orders, regia di James Neill (1913)
- Under the Black Flag, regia di Otis Turner (1913)
- The Buccaneers, regia di Otis Turner (1913)
- Just Mother (1914)
- The Deuce and Two Pair (1914)
- The Saint and the Singer (1914)
- Divorce, regia di Raymond B. West (1914)
- Love and Politics, regia di Allen Curtis (1914)
- An Academy Romance (1914)
- Almost a White Hope, regia di Donald MacDonald (1914)
- The Tale of a Dog, regia di Donald MacDonald (1914)
- A Murderous Elopement (1914)
- Hawkeye and the Cheese Mystery (914)
- The Bells of Austi, regia di Raymond B. West (1914)
- Her First Arrest (1914)
- On the Chess Board of Fate (1914)
- The Making of Bobby Burnit, regia di Oscar Apfel (1914)
- The Circus Man, regia di Oscar Apfel (1914)
- The Chinatown Mystery, regia di Reginald Barker - cortometraggio (1915)
- The Cup of Life, regia di Thomas H. Ince e Raymond B. West (1915)
- The Bride of Guadaloupe, regia di Walter Edwards (1915)
- In the Warden's Garden, regia di Charles Swickard (1915)
- The Winged Messenger
- Passato sanguigno (Blood Will Tell'), regia di Charles Miller (1917)
- Chicken Casey, regia di Raymond B. West (1917)
- Those Who Pay, regia di Raymond B. West (1917)
- Social Ambition, regia di Wallace Worsley (1918)
- The Last Ride, regia di D. Ross Lederman (1944)
- La signora Parkington (Mrs. Parkington), regia di Tay Garnett (1944)
- Due gambe... un milione! (Bowery to Broadway), regia di Charles Lamont (1944)

### Regista
- His Mother's Portrait (1915)
- When Love Leads - cortometraggio (1915)
- The White Lie (1918)
- The Heart of Rachael (1918)
- Two-Gun Betty (1918)
- All of a Sudden Norma (1919)
- A Trick of Fate (1919)
- Hearts Asleep (1919)
- Josselyn's Wife (1919)
- Tangled Threads (1919)
- Her Purchase Price (1919)
- Kitty Kelly, M.D. (1919)
- Beckoning Roads (1919)
- Just a Wife (1920)
- The Killer, co-regia di Jack Conway (1921)
- Il figlio adottivo (Nobody's Kid) (1921)
- The Lure of Egypt  (1921)
- A Certain Rich Man (1921)
- Man of the Forest (1921)